# Lemoncourt
Lemoncourt település Franciaországban, Moselle megyében. Lakosainak száma 59 fő (2022. január 1.). Lemoncourt Aulnois-sur-Seille, Craincourt, Delme, Donjeux, Jallaucourt, Malaucourt-sur-Seille és Oriocourt községekkel határos.

## Népesség
A település népességének változása:
| Lakosok száma | 81   | 62   | 62   | 72   | 75   | 73   | 70   | 65   | 63   | 59   |
|               | 1968 | 1982 | 1990 | 2006 | 2013 | 2015 | 2017 | 2019 | 2020 | 2022 |